# Alagna Valsesia
Alagna Valsesia (walserdeutsch Lannja oder Im Land, im piemontesischen Dialekt der Val Sesia Lagna) ist eine italienische Gemeinde (comune) in der Provinz Vercelli der Region Piemont. Sie ist Träger des vom Touring Club Italiano verliehenen Umwelt- und Tourismusqualitätssiegels Bandiera Arancione.

## Lage und Einwohner
Alagna ist die oberste Gemeinde im Valsesia an der Südseite des Monte-Rosa-Massivs auf einer Höhe von 1205 m s.l.m.. Seit 2019, nach der Eingemeindung von Riva Valdobbia, nimmt sie eine Fläche von 133,17 km² ein; diejenige der alten Walsergemeinde Alagna betrug 72 km². Die Streusiedlung liegt knapp 100 Kilometer nordwestlich von der Provinzhauptstadt Vercelli entfernt im Naturpark Alta Valsesia und hat 694 Einwohner (Stand 31. Dezember 2023).

### Gemeindegliederung
Die Gemeinde besteht aus 32 Fraktionen, die sich um die vier Ortsteile Centro, Oubna-um, Unna-hin und in Olter (it. Otro) gruppieren. Die Fraktionen des Ortsteils Centro sind Zar Sogu (it. Resiga), Im Undre Grobe (it. Reale inferiore), Im Oubre Grobe (it. Reale superiore), Z’Jakmuls Hus (it. Casa Giacomolo), Z’Pudelenn (it. Pedelegno), Zar Chilchu (it. Centro), In d’Bundu (it. Bonda), In d’Ekku (it. Indeccu), In d’Stïtz (it. Stitz), Z’Purratz Hus (it. casa Porrazzo), Z’Juassis Hus (it. casa Prati). Zu Otro. Zu Oubna-um gehören Fum Diss (it. Dosso), Fum d’Boudma (it. alle Piane), In d’Wittine (it. Wittine), Fun d’Rùfinu (it. Rusa), Im Garrài (it. Goreto), Im Adelstodal (it. Montella). Die Fraktionen von Unna-hin sind Zam Steg (it. Ponte), Z’Kantmud (it. Pedemonte), Im Rong (it. Ronco), Im Oubre Rong (it. Ronco superiore), Z’Uttershus (it. Uterio), Z’San Niklòs (it. San Nicolao), Im Wold, In d’Mèrlette (it. Merletti). Zu in Olter gehören Felleretsch, Follu, Tschukke, Dorf, Scarpia, Weng und Pianmisura.
Am 1. Januar 2019 wurde zudem die südöstlich liegende Gemeinde Riva Valdobbia mit ihren 20 Fraktionen Balma, Boccorio, Buzzo, Cà di Ianzo, Cambiaveto, Cà Morca, Cà Piacentino, Cà Verno, Cà Vescovo, Gabbio, Isolello, La Montata, Oro, Peccia, Piana Fuseria, Piane, Rabernardo, Sant’Antonio, Selveglio und Vogna Sotto eingemeindet, so dass die Gemeinde Alagna Valsesia seit 2019 aus 53 Fraktionen besteht. 
Schutzpatron der vier Ortsteile Centro, Oubna-um, Unna-hin und in Olter ist Johannes der Täufer (Giovanni Battista) und für das eingemeindete Riva Valdobbia mit seinen Fraktionen der Erzengel Michael (San Michele).

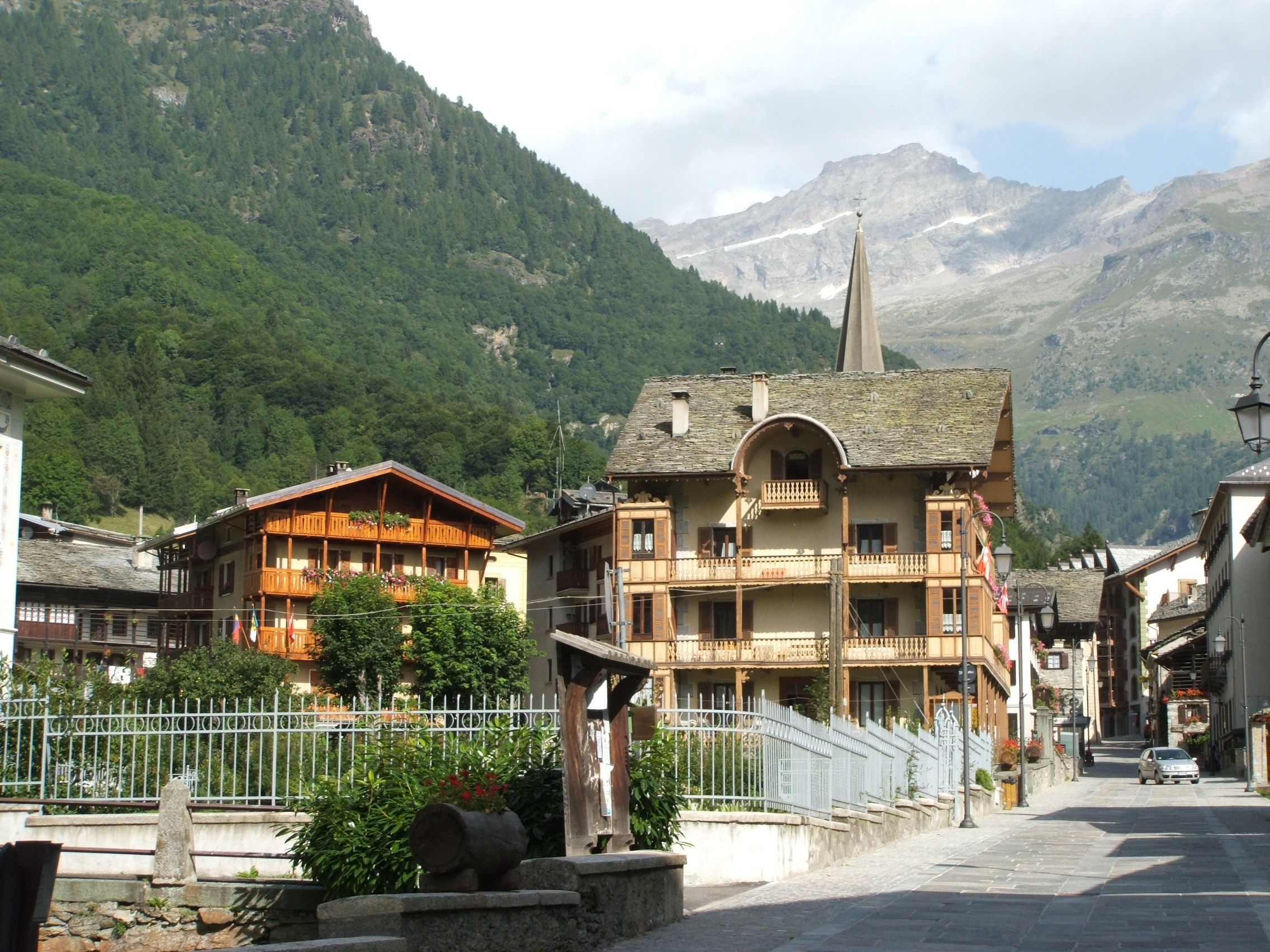
Zentrum von Alagna Valsesia

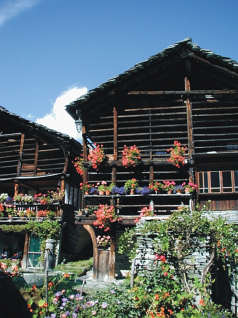
Ortsmuseum im Weiler Pedemonte/Z’Kantmud

### Nachbargemeinden
Die Nachbargemeinden der Gemeinde Alagna sind Alto Sermenza (VC) sowie Gressoney-La-Trinité und Gressoney-Saint-Jean im Aostatal, Macugnaga in der Provinz Verbano-Cusio-Ossola und Zermatt im Schweizer Kanton Wallis.

## Geschichte und Sprache

Altes Wappen in Gebrauch bis 2021

Wie Rima, Rimella und vielleicht Carcoforo wurde auch Alagna im 13. und 14. Jahrhundert von den Walsern besiedelt. Auf sie gehen der örtliche höchstalemannische Dialekt, gewisse Traditionen und die typischen Holzbauten zurück. Ein (im Sommer täglich und im Winter am Wochenende geöffnetes) Museum über die Dorfkultur findet sich in der Fraktion Pedemonte.
Das Walserdeutsche wird in Alagna allerdings nur noch von einer Minderheit gesprochen. Nach einer Erhebung, die Maria Concetta di Paolo von der Universität Pescara 1996 durchführte, hatten damals von insgesamt 443 Einwohnern 37 Personen eine aktive und 23 eine passive Mundartkompetenz. 1935 hatten laut Pier Paolo Viazzo von insgesamt 499 Einwohnern noch 292 eine aktive und 25 eine passive Sprachkompetenz; laut Karl Bohnenberger sprachen im frühen 20. Jahrhundert von 632 Einwohnern 442 deutsch. Dokumentiert ist die Ortsmundart, vom Sprachatlas der deutschen Schweiz abgesehen, insbesondere in den beiden folgenden Werken:
- Giovanni Giordani: La colonia tedesca di Alagna-Valsesia e il suo dialetto. 2. Aufl. Varallo Sesia 1927 (mehrfach nachgedruckt).
- Emil Balmer: Die Walser im Piemont. Vom Leben und von der Sprache der deutschen Ansiedler hinterm Monte Rosa. Bern 1949.

Ein neues Mundartwörterbuch ist 2008 erschienen:
- Sergio Maria Gilardino: I Walser e la loro lingua. Dal grande nord alle alpi. Dizionario della lingua walser di Alagna Valsesia. Centro Studi Zeisciu, Magenta 2008.

## Wirtschaft und Tourismus
In der Vergangenheit wurde in Alagna Gold abgebaut. Ende des 19. Jahrhunderts gewann der Ort wichtige touristische Bedeutung durch seine Nähe zum Monte Rosa und diente als Talort für Besteigungen der Gipfel des Massivs. Heute ist der Ort bekannt für die vielfältigen Möglichkeiten zum Bergsteigen und für den Wintersport. Die Margheritahütte, das höchstgelegene Gebäude Europas, liegt im Gemeindegebiet, nahe der Grenze zur Schweiz.

### Bau der Anlagen am Belvedere
1947 wurde eine kuppelbare Einseilumlaufbahn durch die Firma Piemonte Funivie aus dem Dorfzentrum auf einen oberhalb gelegenen Felssims mit dem Namen Belvedere errichtet. Die Anlage war die erste kuppelbare Kabinenbahn der Welt und zeichnete sich durch eine extrem steile Trasse aus. Der erschlossene Berg ist geprägt durch einen beeindruckenden Blick auf das Monte-Rosa-Massiv, dem er seinen Namen verdankt („schöne Aussicht“). Neben der Bergstation wurde ein Hotel errichtet, das jedoch später niederbrannte. Spätestens mit dem Bau eines kurzen Schleppliftes und einer Sesselbahn durch die Firma Marchisio war seit den 1950er Jahren auch Skisport möglich. Seit einem schweren Unglück Anfang der 1970er Jahre, bei dem eine Gondel über das Seil im Steilstück abrutschte und auf folgende Gondeln prallte, liegen sämtliche Anlagen am Belvedere brach.

### Bau der Punta-Indren-Seilbahn
In der Zeit von 1958 bis 1965 wurde unter maßgeblicher Leitung des im Tal geborenen Ingenieurs Giorgio Rolandi in drei Sektionen eine Ceretti e Tanfani Pendelbahn auf die 3260 m hohe Punta Indren gebaut. Die Bahn erschloss den inmitten von Gletschern gelegenen Felsgrat, der Teil der Südflanke des Monte Rosa ist, in drei Sektionen über die Mittelstationen Zar Oltu (1800 m) und Bocchetta delle Pisse (2400 m). Diese Anlage stellte eine der beeindruckendsten Bahnen der Alpen dar und war mit ihrer exponierten, extrem langen und sehr abgelegenen Trasse eine absolute technische Meisterleistung. Wie aufwändig der Bau war, zeigt sich nicht nur in der sehr langen Bauzeit, sondern auch der Errichtung einer bis heute in Teilen vorhandenen für sich bereits sehr aufwändigen Bauseilbahn. Auch die massiven Betonstationen zeugen von einem Ingenieursgeist, der den extremen klimatischen Bedingungen des rauen Hochgebirges etwas entgegensetzen wollte. Um im Gletscherbereich überhaupt bauen zu können, musste eigens besondere Vorkehrungen in Form einer Art Sarkophag getroffen werden. Eine weitere technische Besonderheit ist eine sehr hohe Betonstütze in der Mitte der dritten Sektion der Punta Indren Seilbahn, die als Mitteleinstieg für Schifahrer gebaut worden war.
Etwa Ende der 1960er Jahre folgten zwei Schlepplifte auf dem Indren- und dem Borsgletscher, die den Sommerschibetrieb ermöglichten und ebenfalls sehr beeindruckende Konstruktionen darstellten. Da im Gletscherbereich keine Stromkabel verlegt werden konnten, wurden die Antriebe der Anlagen in die Seilbahnbergstation integriert und die Schlepplifte als sogenannte Dreieckslifte ausgeführt. Bei diesen beiden Liften läuft das Rückseil statt direkt zur Talstation über extrem aufwändige Konstruktionen über die Felsgrate zu einer dritten Station – dem Antrieb an der Seilbahnbergstation – und erst von dort wieder zur Talstation zurück. Damit können die Lifte von der zentralen Seilbahnbergstation aus angetrieben werden.
Der Lift auf dem Borsgletscher wurde Anfang der 1980er Jahre durch eine Lawine endgültig zerstört und besteht seitdem nur noch als Ruine. Der Lift auf dem Indrengletscher wurde Anfang der 90er Jahre komplett ersetzt, die Reste der alten Anlage sind heute noch neben der bestehenden Anlage im Bereich der Bergstation zu sehen. Anfang der 1980er Jahre folgte ein zweiter Lift auf dem Indrengletscher (Rocette), der bis in eine Höhe von 3550 m an der Borsscharte (Forcella Bors) führt.
Zusätzliche Beschäftigungsanlagen wurden beim Bau der Seilbahn in den 1960er Jahren in Form des Balmdakorbliftes und des Einersessellifte „Mullero“ im Bereich der zweiten Mittelstation Bocchetta delle Pisse errichtet. Der Balmakorblift wurde Mitte der 1980er Jahre ebenfalls durch eine Lawine zerstört und anschließend lawinensicher wieder aufgebaut, was zu der legendären bunkerartigen Talstation und dem berüchtigten extrem langen und sehr hohen ersten Spannfeld führte.

### Touristischer Aufschwung und Niedergang
Diese für die damalige Zeit außergewöhnlichen Angebote des Skigebiets brachten Alagna bald internationales Ansehen und führten zu einem erheblichen touristischen Aufschwung. Nach dem Tod des Anlagebesitzers und Erbauers Giorgio Rolandi jedoch wurden die Bemühungen, das Skigebiet zu erhalten und zu modernisieren, allmählich zurückgefahren. Bis zum Jahr 2000 wurde lediglich der Schlepplift zum Indrengletscher erneuert, während weitere neue Anlagen ausblieben. Dadurch verlor das Gebiet zunehmend an Attraktivität und geriet, insbesondere international, in Vergessenheit.

### Renaissance durch Freeride
Eine zweite Blüte des Tourismus in Alagna ergab sich ironischerweise aus genau ebendiesem Umstand. Die Tatsache, dass Ort und Schigebiet fast sämtliche touristischen Entwicklungen der letzten vierzig Jahre verschlafen hatten, machten aus dem einst ultra-modernen Schigebiet ein nostalgisches Kleinod, wie es Mitte der 1990er Jahre in den Alpen kaum mehr zu finden war. Es gab keine gigantischen Liftnetzwerke, keine aufwändig in die Berge gesprengten Abfahrten, der Talort hatte sein authentisches Äußeres bewahrt, es fehlten jegliche Anzeichen von Massentourismus und die zunehmend nachlassende Pistenpflege eröffnete stattdessen beeindruckende Tiefschneevarianten im gesicherten Schiraum. So erlebte das Gebiet mit dem Aufkommen der Freeriderbewegung eine Renaissance. Skifahrer, die des Massentourismus und Eintönigkeit manch anderer Schigebiete überdrüssig waren, jedoch die Authentizität, die grandiosen Tiefschneemöglichkeiten und das abenteuerliche Flair, das das Gebiet nicht zuletzt aufgrund seiner gigantischen, hoffnungslos überalterten Liftanlagen bekommen hatte, liebten, stellten die neue Klientel dar. Auch und insbesondere auf internationaler Ebene galt der Ort daraufhin als Perle der Freeridegebiete der Alpen, insbesondere in Skandinavien, aber auch in den USA war das Schigebiet dadurch hoch geachtet. Nicht zuletzt die Sicherung der wichtigsten Tiefschneerouten sowie der gemeinsame Schipass mit dem großen Schigebiet MonterosaSKI, mit dem seit etwa 1991 eine Verbindung über Tiefschneerouten und Lifte bestand, machte das Gebiet praktisch einzigartig in seiner Vielseitigkeit.

### Umorientierung zurück zum massetauglichen Skigebiet
Im Jahr 2000 wurde die alte Betreibergesellschaft Monrosa SPA aufgelöst und eine neue Gesellschaft gegründet, an der die Liftgesellschaft der beiden benachbarten Skigebiete von Gressoney und Ayas mit großen Anteilen beteiligt ist. Auch wenn die neue Gesellschaft den alten Slogan Freeride Paradise aufrechterhält, ist das Verhalten beinahe konträr zum früheren Konzept.
Im Jahr 2000 begann ein umfangreiches Umbauprogramm. In der ersten Phase wurden die beiden unteren Sektionen der alten Pendelbahn durch eine Leitner-8er-Kabinenbahn und eine Doppelsesselbahn ersetzt. Die neuen Trassen liegen im Vergleich zur alten Strecke zwar weniger günstig zu den Pisten, doch hat insbesondere die Kabinenbahn die Beförderungskapazität erheblich gesteigert. In den darauffolgenden Jahren wurden mehrere alte Skirouten durch Pisten ersetzt, die teilweise unter erheblichem baulichen Aufwand in die Berglandschaft integriert werden mussten. Zudem wurde eine direkte Anbindung an das Skigebiet MonterosaSKI durch Lifte und Pisten geschaffen. Mit Ausnahme der dritten Sektion der alten Pendelbahn wurden alle übrigen Anlagen des früheren Gebiets stillgelegt, wodurch auf dieser Seite des Massivs keine Tiefschneerouten mehr zur Verfügung stehen, da sie entweder in Pisten umgewandelt oder nicht mehr erschlossen sind. 
Sofern die Pendelbahn in Betrieb ist – was zunehmend seltener der Fall ist – sind noch die Varianten von der Punta Indren ins Gressoneytal und ins MonterosaSKI-Gebiet befahrbar. Mit der Stilllegung der Gletscherlifte sind jedoch auch viele dieser alten Routen nur noch mit Tourenausrüstung zugänglich.
Mit neuen Anlagen wird das Skigebiet von Gressoney aus deutlich besser an die Gletscherregionen der Punta Indren angeschlossen, während die Erreichbarkeit von Alagna aus deutlich aufwändiger geworden ist, da Tiefschneerouten nach Alagna derzeit nicht mehr existieren und die erforderlichen Rückbringerlifte außer Betrieb sind. Das Projekt zur Erschließung des 3700 m hohen Grats Cresta Rossa oberhalb der Punta Indren scheiterte trotz diverser Bauversuche wiederholt und scheint derzeit aufgrund politischer und finanzieller Hürden fraglich.

### Fazit
Insgesamt lässt sich festhalten, dass Freeride – wenn überhaupt – derzeit nur eine geringe Rolle einnimmt. Nach den massiven Baumaßnahmen ist dies auch nur noch in Teilen des Gebietes zumindest in der gewohnten Form möglich und auch das nur, wenn die nötigen Lifte wieder betrieben bzw. ersetzt werden.
Die gesamte Entwicklung wird höchst unterschiedlich bewertet. Nach einer Ansicht ist sie die längst überfällige nötige Modernisierung und wirtschaftliche Absicherung des Gebietes für die Zukunft, die dem Gebiet dauerhaft Chancen am Markt bringen soll. Eine reine Fokussierung auf Freeride wäre nach dieser Ansicht dazu nicht in der Lage gewesen. Es darf als gesichert angesehen werden, dass allein aufgrund der weit größeren Masse, die Umorientierung weg vom Freeride, insgesamt in der Bilanz wirtschaftlich erfolgreich sein wird, wobei sich auch abzeichnet, dass die Verluste hinsichtlich der Gäste aus dem Freeridebereich stärker ausfallen als zunächst angenommen. Dennoch dürfte der Zugewinn diesen Effekt mehr als kompensieren.
Es erscheint allerdings zweifelhaft, ob die mit der Kommerzialisierung erfolgte höhere Wirtschaftlichkeit tatsächlich dem Talort Alagna zufließen wird, da rein infrastrukturell die Nachbartäler von den Neubauten deutlich stärker profitiert haben und gegenüber dem ohnehin schon abgelegenen Alagna nur noch attraktiver geworden sind.
Im Bereich der Freerider wird die gesamte Entwicklung oftmals sehr kritisch betrachtet, weil es zweifelhaft erscheint, ob künftig wieder die Zugänge zu den alten Freeridegebieten eröffnet werden und insbesondere die neue Anlage von Gressoney Richtung Punta Indren aufgrund der hohen Investition als Zeichen gewertet wird, dass auch in diesem letzten Freeridesektor mittelfristig neue Pisten entstehen sollen. Insbesondere wird bedauert, dass mit der Umstrukturierung des Schigebietes von Alagna eines der außergewöhnlichsten und reizvollsten Schigebiete der Alpen mit einem unvergleichlichen Hauch von Abenteuer und Nostalgie, dass dazu einzigartige Freeridemöglichkeiten und Schifahren quasi im Einklang mit der Bergwelt ermöglichte, nun endgültig der Geschichte angehört.

## Persönlichkeiten
- Ulrich Ruffiner (1480/1483–1549/1556), Baumeister
- Daniel Heintz der Ältere (≈1530/35–1596), Baumeister, Architekt und Bildhauer
- Giovanni d’Enrico (1559–1644), Bildhauer und Architekt
- Melchiorre d’Enrico (≈1573–≈1642), Maler
- Tanzio da Varallo (1575/1580–1632/33), Maler
- Giovanni Giordani (1822–1890), Arzt und Autor